# Sharon Needles
Aaron Coady (Newton, Iowa; 28 de noviembre de 1981) conocido con el nombre artístico de Sharon Needles, es una drag queen y cantante estadounidense. Saltó a la fama en la cuarta temporada de RuPaul s Drag Race, donde inmediatamente se convirtió en la favorita de los seguidores y fue coronada como "America's Next Drag Superstar" en abril de 2012.

## Inicios
Según ella misma afirma, sus años de infancia fueron difíciles debido al ambiente anti-gay y al acoso anti-"outsider" de su Iowa natal, lo que le llevó a abandonar la escuela antes de que pudiera completar su educación secundaria. En 2004, Coady se mudó a Pittsburgh, Pensilvania, donde comenzó a trabajar como drag profesional con el nombre artístico de Sharon Needles (un juego de palabras de la frase "sharin' needles", "compartir agujas") en las discotecas y en varios otros lugares, con la compañía drag "the Haus of Haunt", que Needles describe como "una mezcla desordenada y punk rock de talentosos y jodidos bichos raros".

## Carrera

### RuPaul's Drag Race

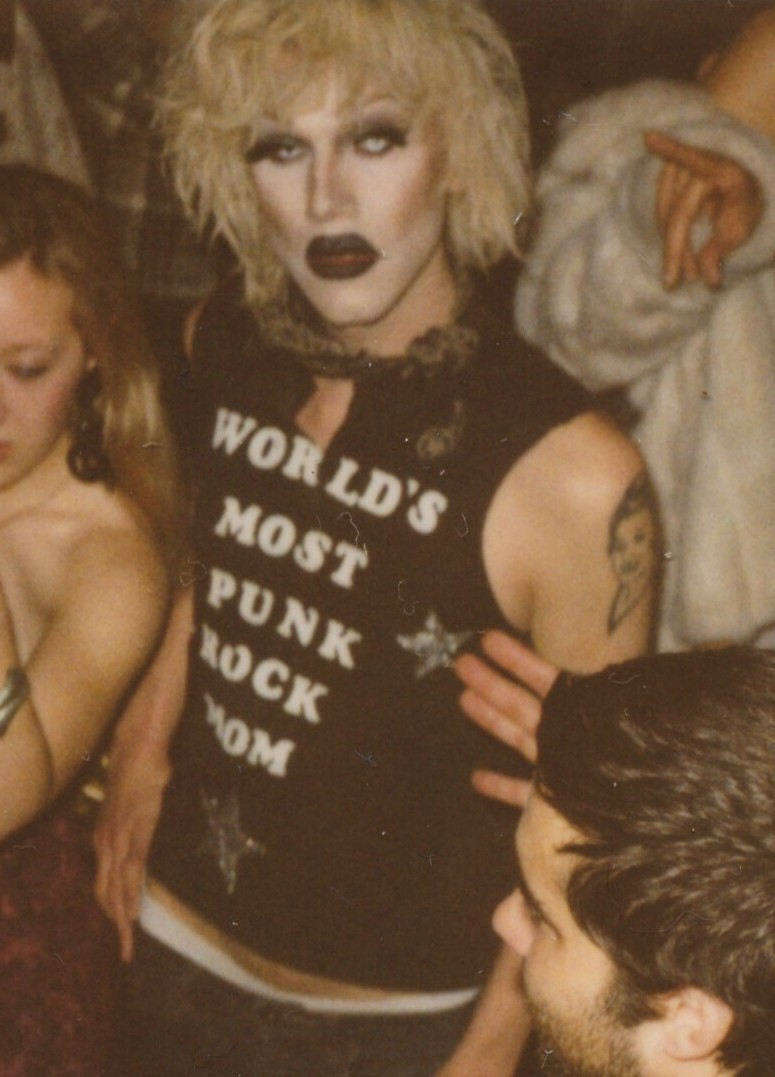
Sharon Needles en mayo de 2012.

En noviembre de 2011, se anunció que Needles había sido seleccionada para competir en la cuarta temporada de RuPaul s Drag Race. La temporada se estrenó el 30 de enero de 2012, en el cual Needles ganó el primer reto, lo que la convirtió una concursante destacada por su "macabro" sentido de la moda y sus poco convencionales maquillajes. En la noche del episodio de estreno, la columnista de Entertainment Weekly Tanner Stransky aclamó el macabro estilo de Needles como "drop dead genius" y se preguntó retóricamente "¿Es Sharon Needles la más fabulosa concursante de la historia?".
Durante la cuarta temporada de Drag Race, Needles se hizo querer por el público y se convirtió en la favorita de los medios, jueces y televidentes por su ingenio, confianza, humildad y singularidad, así como por su estética "transgresora". El 27 de marzo de 2012, Lady Gaga tuiteó – "Sharon Needles looks FABULOUS 2night on drag race. Very Born This Way outfit/fame monster wig. Any rentals for my tour? #needthatbodysuit." ("Sharon Needles se ve FABULOSA esta noche en Drag Race. Su atuendo es muy "Born this Way" y su peluca es muy "The Fame Monster". ¿Me lo alquilas para mi gira? #necesitoesevestido"). Sin embargo, la propia Sharon admitió que ella era ambivalente en la creencia de que podía ganar, declarando, "siendo una reina cómica y viendo cómo de lejos llegaron otras drags de ese estilo en anteriores temporadas, me habría sorprendido si hubiera pasado del primer día".
A diferencia de temporadas anteriores de Drag Race, donde los rumores de las ganadoras se filtraron antes de que los episodios finales se emitiesen, se tomó la decisión de no pregrabar el episodio final que anuncia al ganador. En su lugar, RuPaul decidió dar a los seguidores una oportunidad de expresar sus opiniones sobre quién debería ganar antes de grabar el episodio final el 25 de abril de 2012. Para la grabación, se rodaron tres finales distintos anunciando a cada una de las tres finalistas como la ganadora, siendo el resultado final solo conocido por RuPaul y un selecto grupo de personas involucradas en la edición. El episodio final se emitió el 30 de abril de 2012, anunciándose que Needles fue coronada "America's Next Drag Superstar".
En junio de 2012, Sharon Needles ganó la votación en Facebook para concursar en RuPaul's Drag Race: All Stars, pero rechazó participar al ser la campeona vigente. También confirmó que su sustituta en el concurso sería su compañera maestra de RuPaul s Drag U y finalista en la votación de Facebook, Pandora Boxx.
En octubre de 2012 Needles se convirtió en presentadora del programa de películas de terror y suspense Fearce! de la cadena Logo.
Al mismo tiempo, fue el rostro de una campaña de publicidad de PETA promoviendo el vegetarianismo, apareciendo en vallas publicitarias por todo Estados Unidos.

### Carrera musical

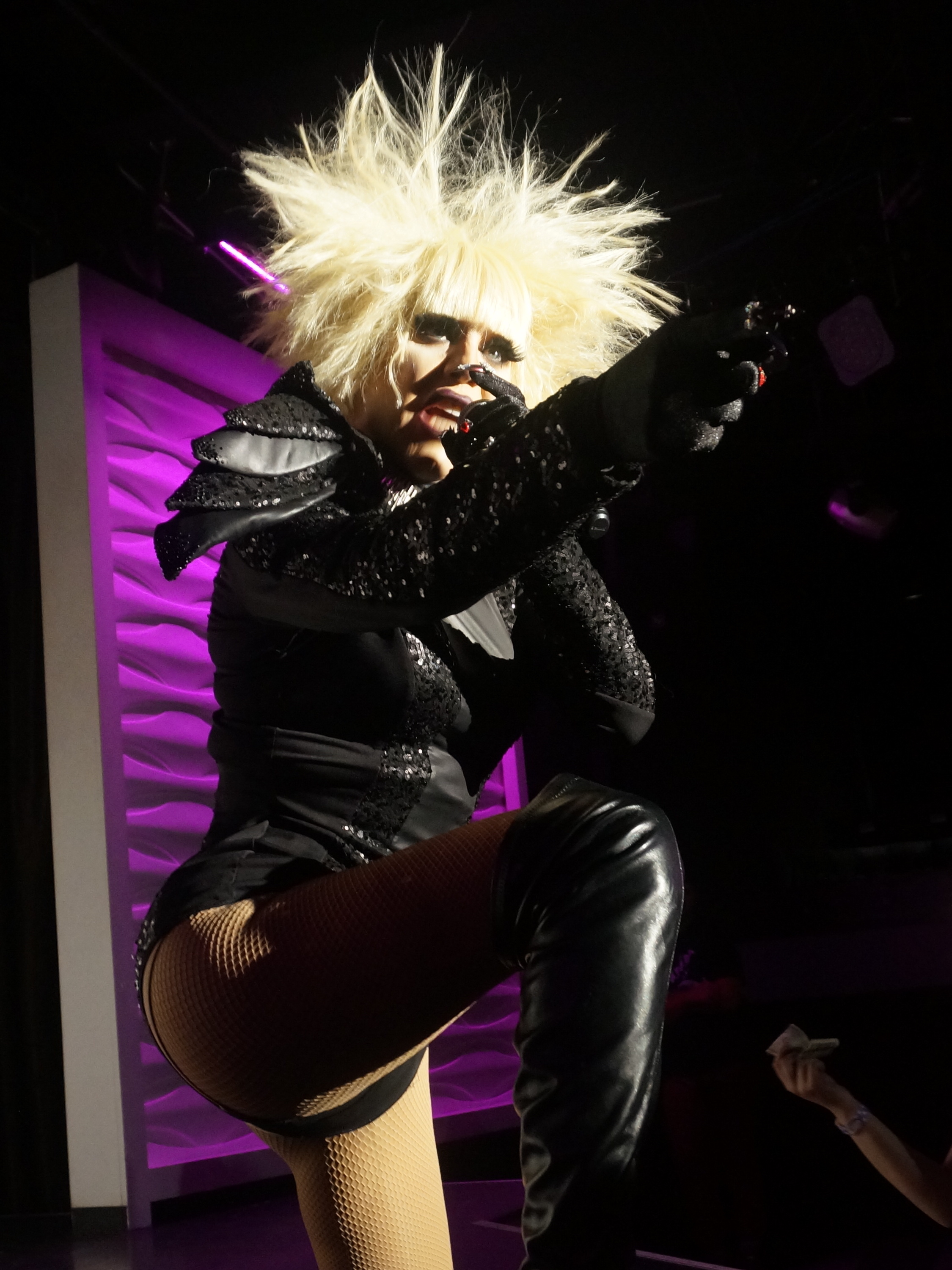
Sharon Needles en marzo de 2017.

El 29 de enero de 2013, Sharon lanzó su primer álbum de estudio, PG-13, con temas como "Dressed To Kill", "Call Me On The Ouija Board", y "This Club is a Haunted House (featuring RuPaul)". PG-13 debutó en el número 186 en el Billboard 200 de Estados Unidos, vendiendo 3000 copias en su primera semana.
En abril de 2013, Needles apareció en el sencillo "RuPaulogize", del álbum debut de Willam Belli, The Wreckoning.
El 31 de octubre de 2015 Sharon lanzó su segundo disco titulado Taxidermy, siendo el tema Dracula el primer sencillo del álbum. El vídeo musical de este tema fue dirigido por Santiago Felipe y rinde homenaje a los vampiros del cine, tales como The Lost Boys y Drácula, de Bram Stoker. El segundo sencillo, lanzado el 5 de agosto de 2016, fue Hollywoodn't. El vídeo musical fue nuevamente dirigido por Santiago Felipe y explora el lado oscuro de Hollywood. En el vídeo, Needles interpreta a Elizabeth Short, Sharon Tate y Jayne Mansfield.
Su tercer álbum de estudio, Battle Axe, se estrenó el 6 de octubre de 2017, junto con un vídeo para el sencillo del mismo nombre, en el cual aparece su compañera y némesis de la cuarta temporada de RPDR, Phi Phi O'Hara. El segundo sencillo del álbum fue "Andy Warhol Is Dead", publicado el 5 de noviembre de 2017.

## Honores y premios
En junio de 2012, el Consejo de la Ciudad de Pittsburgh emitió una proclamación oficial declarando el 12 de junio de 2012, "Día de Sharon Needles".
En 2015 Sharon también fue votada como la "Mejor Artista Drag" de Pittsburgh por el equipo editorial del Pittsburgh City Paper.

## Vida personal
Sharon Needles vive en Pittsburgh, Pensilvania. Tuvo una relación de cuatro años con Justin Honard, más conocido como Alaska Thunderfuck; terminaron su relación en 2013, pero siguen siendo amigas. Actualmente tiene una relación con el artista de efectos especiales Chad O'Connell.

## Discografía

### Álbumes de estudio
| Título     | Información adicional                                                                                  | Posiciones máximas en listas de éxitos | Posiciones máximas en listas de éxitos | Posiciones máximas en listas de éxitos |
| Título     | Información adicional                                                                                  | EE. UU.                                | USDance                                | EE. UU. Indies                         |
| ---------- | --- | -------------------------------------- | -------------------------------------- | -------------------------------------- |
| PG-13      | - Lanzamiento: 29 de enero de 2013 - Casa discográfica: Autoeditado. - Formatos: CD, descarga digital. | 186                                    | 9                                      | 25                                     |
| Taxidermy  | - Lanzamiento: 31 de octubre de 2015 - Casa discográfica: Autoeditado. Formatos: CD, descarga digital. | -                                      | 11                                     | -                                      |
| Battle Axe | - Lanzamiento: 6 de octubre de 2017 - Casa discográfica: Autoeditado. Formatos: CD, descarga digital.  | -                                      | 14                                     | -                                      |

### Sencillos
| Año  | Sencillo                         | Álbum      |
| ---- | -------------------------------- | ---------- |
| 2013 | "This Club Is a Haunted House"   | PG-13      |
| 2013 | "Call Me on the Ouija Board"     | PG-13      |
| 2013 | "Why Do You Think You Are Nuts?" | PG-13      |
| 2014 | "Dressed to Kill"                | PG-13      |
| 2014 | "I Wish I Were Amanda Lepore"    | PG-13      |
| 2015 | "Dracula"                        | Taxidermy  |
| 2016 | "Hollywoodn't"                   | Taxidermy  |
| 2017 | "Battle Axe"                     | Battle Axe |
| 2017 | "Andy Warhol Is Dead"            | Battle Axe |

### Otras apariciones
| Canción                                                 | Año  | Álbum          |
| ------------------------------------------------------- | ---- | -------------- |
| "RuPaulogize" Willam Belli (Presentando Sharon Needles) | 2013 | The Wreckoning |

## Filmografía

### Televisión
| Año  | Programa                     | Notas                                                             |
| ---- | ---------------------------- | ----------------------------------------------------------------- |
| 2012 | RuPaul's Drag Race           | Ganadora de la cuarta temporada.                                  |
| 2012 | RuPaul's Drag Race: Untucked |                                                                   |
| 2012 | RuPaul's Drag U              |                                                                   |
| 2013 | Watch What Happens: Live     | Temporada 9, Episodio 67: "Laura Linney & John Benjamin Hickey".  |
| 2013 | She's Living for This        | Temporada 2, Episodio 1.                                          |
| 2016 | RuPaul's Drag Race           | Temporada 8, Episodio 1. (Invitada especial por el episodio 100). |
| 2017 | Good Behavior                | Temporada 2, Episodio 5: "You Could Discover Me".                 |

### Vídeos musicales
| Título                           | Año  | Director                     | Ref.   |
| -------------------------------- | ---- | ---------------------------- | ------ |
| "This Club Is A Haunted House"   | 2013 | Michael Sharkey              | [ 31 ] |
| "Call Me On the Ouija Board"     | 2013 | Santiago Felipe              | [ 32 ] |
| "Why Do You Think You Are Nuts?" | 2013 | Marina Pfenning y Tony Balko | [ 33 ] |
| "Dressed to Kill"                | 2014 | Ben Simkins                  | [ 34 ] |
| "I Wish I Were Amanda Lepore"    | 2014 | Ben Simkins                  | [ 35 ] |
| "Dracula"                        | 2015 | Santiago Felipe              | [ 36 ] |
| "Hollywoodn't"                   | 2016 | Santiago Felipe              | [ 37 ] |
| "Battle Axe"                     | 2017 | Santiago Felipe              | [ 38 ] |
| "Andy Warhol Is Dead"            | 2017 | Ben Simkins                  | [ 39 ] |

### Apariciones en otros vídeos musicales
| Título                                                                                         | Año  | Director        | Ref.   |
| ---------------------------------------------------------------------------------------------- | ---- | --------------- | ------ |
| "Glamazon" (RuPaul featuring Sharon Needles, Phi Phi O'Hara & Chad Michaels)                   | 2012 | Mathu Anderson  | [ 40 ] |
| "RuPaulogize" (Willam Belli featuring Sharon Needles)                                          | 2013 | Michael Serrato | [ 41 ] |
| "5-Inch Heels and Skinny Pills" (The Black Tubes featuring Sharon Needles and Lydia L'Scabies) | 2017 | Bruce Jackson   | [ 42 ] |

| Predecesora: Raja | Ganadora de RuPaul's Drag Race 2012 | Sucesora: Jinkx Monsoon |